# Rhodomyrtus pervagata
Rhodomyrtus pervagata är en myrtenväxtart som beskrevs av Gordon P. Guymer. Rhodomyrtus pervagata ingår i släktet Rhodomyrtus och familjen myrtenväxter.
Artens utbredningsområde är Queensland. Inga underarter finns listade i Catalogue of Life.